# Kamp Trawniki
Kamp Trawniki was tijdens de Tweede Wereldoorlog een werk- en trainingskamp dat onder toezicht stond van de SS. Het kamp bevond zich in de Poolse plaats Trawniki.

## SS-opleidingscentrum
De nazi's ronselden na de inval in de Sovjet-Unie (juni 1941) tienduizenden Oekraïense, Estse, Letse en Litouwse krijgsgevangen voor hun bewakingsdiensten. Deze gevangenen uit het voormalige Sovjet-leger, Hilfswilligen, kortweg Hiwis, werden naar het trainingskamp van de SS in Trawniki gestuurd. Daar kregen zij een militaire training. Tevens werden zij opgeleid voor de deportatie van Joden. Rond de 2500 mannen zijn voor deze opleiding geslaagd. In oktober 1941 werd SS-Sturmbannführer Karl Streibel aangesteld als kampcommandant. Er werden twee bataljons met ieder vier compagnieën gevormd. Een van die compagnieën leidde groepscommandanten (Duits: Zugführer) op. Enkele van deze compagnieën werden om veiligheidsredenen en ter bewaking van objecten in Lublin te werk gesteld. Ook werden ze bij werkkampen als bewakingseenheid (Duits: Wachmänner) gestationeerd. Op elk van de Aktion Reinhard vernietigingskampen was een compagnie gelegerd. Meestal waren de groepscommandanten Volksdeutscher die Duits en Oekraïens spraken. Enige compagnieën zijn betrokken geweest bij de zeer gewelddadige massamoorden op Joden en communisten in de bossen in de wijde omgeving van Trawniki. Hier hebben zij hun slechte naam van Trawniki ook wel Askaris aan te danken. In juli 1942 heeft Himmler kamp Trawniki bezocht. In augustus 1943 werd het trainingskamp overgenomen door de WVHA (SS-Wirtschafts-Verwaltungshauptamt). Het kwam onder leiding van SS-Sturmbannführer Georg Wippern onder de commandant van Majdanek te vallen. John Demjanjuk was een Trawniki.

## Joods werkkamp
Kamp Trawniki behoorde tot een netwerk van kampen dat onder bevel stond van de SSPF-er (SS- und Polizeiführer) SS-Brigadeführer Odilo Globocnik. Hauptsturmführer Theodor von Eupen had de leiding over het Joodse werkkamp. Het kamp was gevestigd in en rond een voormalige suikerfabriek. In het voorjaar van 1942 werden Joden uit Duitsland, Oostenrijk, Polen en Tsjecho-Slowakije naar Trawniki gedeporteerd. Velen van hen stierven onderweg door honger, ziekte of schotwonden. De overlevenden werden in het nabijgelegen bos doodgeschoten of doorgestuurd naar vernietigingskamp Bełżec. Eind 1942 en begin 1943 werden diverse fabrieken met hun personeel, waaronder de borstelfabriek uit het getto van Międzyrzec Podlaski en de Fritz Schultz fabriek uit Warschau, met werkplaatsen voor kleermakers, bontwerkers en borstelmakers, naar kamp Trawniki verplaatst. In mei 1943 kwamen Joden uit Nederland, Białystok, Minsk en Smolensk naar Trawniki. Deze kwamen onder andere bij de turfwinning buiten het kamp te werken. Ook leverde het kamp werkkrachten aan fabrieken in de omgeving. Een paar maanden later werd het kamp op verzoek van de SS uitgebreid ten behoeve van de productie van uniformen. De nazi's maakten zich na de opstand in Sobibór (14 oktober 1943) zorgen over de mogelijkheid van opstanden in de omringende Jodenkampen. Himmler verordende daarom dat alle Joodse kampen in het district Lublin moesten worden opgeheven. Deze actie zou onder de naam Aktion Erntefest de geschiedenis in gaan. Op 3 november van dat jaar werden rond de 10.000 Joden uit kamp Trawniki in de het kamp omringende bossen doodgeschoten. Voorjaar 1944 werden de overgebleven gevangenen overgebracht naar het werkkamp Starachowice. Rond de 20.000 Joodse gevangenen zijn in kamp Trawniki geweest.

## Resten
Het oude gebouw van de SS wordt tegenwoordig (2011) bewoond. Er zijn diverse appartementen in. Op een pleintje bij dit gebouw is een monument dat herinnert aan de bezettingstijd. Waar de vroegere gevangenis stond is nu het postkantoor. De gevangenis liep echter bijna tot aan de rivier. Het postkantoor is veel kleiner. De heuvel en het grasveld die tegenover deze gevangenis lagen zijn er nog steeds. Hier konden de Trawniki dagelijks oefenen om joden en anderen dood te schieten. De schoorsteen van de suikerfabriek is er nog en een deel van de muur die rond het kamp stond.